# Mogielnica
Mogielnica é um município da Polônia, na voivodia da Mazóvia e no condado de Grójec. Estende-se por uma área de 12,98 km², com 2 316 habitantes, segundo os censos de 2016, com uma densidade de 178,4 hab/km².